# Biriúkovka
Biriúkovka (en rus: Бирюковка) és un poble de l'óblast de Kursk, a Rússia, segons el cens del 2010 tenia 408 habitants.